# 花見朔巳
花見 朔巳（はなみ さくみ、1881年9月23日 - 1946年4月27日）は、日本の歴史学者。東京帝国大学史料編纂官、大学講師などを務める。主な研究対象は会津、名古屋、安土桃山時代の三分野で、安土桃山史の権威であった。歴史地理学会幹事。
海軍中佐（海兵57期）で天霧駆逐艦長としてJ.F.ケネディー海軍中尉指揮する魚雷艇を撃沈し、戦後に塩川町長を務めた花見弘平、陸軍少佐の花見侃（第36師団参謀、陸士47期、陸大57期）は甥である。

## 生涯
現在の福島県喜多方市に地主の次男として生まれる。会津中学に学び、植村恒三郎、陸軍少将佐藤美千代と同期であった。1903年に第二高等学校を卒業し、1906年に東京帝国大学文科大学を卒業。
開成中学教員を経て、名古屋市史編纂員として『名古屋市史』政治編、学芸編の編纂を担当。名古屋電気学校で教員も務めた。1915年に編纂が完了すると明治中学校に勤務した。次いで『越佐史料』の編纂主任を務め、1922年から東京帝国大学史料編纂所に勤務し、1925年から史料編纂官となる。横浜市、若松市の各市史編纂に携わったほか、下記の著作を刊行し、また『歴史地理』、『中央史壇』、『歴史教育』などで論文を発表した。1942年（昭和17年）からは勅任官待遇を受ける。同年4月に退官。
講師を務めた学校は 早稲田大学、日本大学、東京外国語学校、上智大学などで、聖心女子学院で講義中に倒れ、同校で死去した。会津会会員。

## 著書等
単著
- 『会津』会津研究会
- 『日本近世史説』日本学術普及会
- 『日本武将伝』日本放送協会
- 『日本文化史 第9巻』大鐙閣
- 『武士道と日本民族武士道』南光書院
- 『鎌倉時代概観』日本放送出版協会
- 『神武天皇御聖業』神武聖徳奉讃会
- 『織田豊臣二氏の統一事業』岩波書店
- 『室町時代史』四海書房

共著
- 『郷土史研究 第一輯』雄山閣
- 『郷土史研究 第七輯』雄山閣

編纂、校訂
- 『男爵山川先生伝』山川男爵記念会
- 『大日本地誌大系 第30巻』雄山閣
- 『大日本地誌大系 第32巻』雄山閣
- 『大日本地誌大系 第33巻』雄山閣
- 『大日本地誌大系 第34巻』雄山閣
- 『新編会津風土記』